# Epitropia generală a Casei Spitalelor Sfântul Spiridon
Epitropia generală a Casei Spitalelor Sfântul Spiridon a fost o organizație fără scop lucrativ care a administrat Spitalul „Sfântul Spiridon” din Iași precum și alte spitale din Moldova, de la mijlocul secolului al XVIII-lea până la reforma sanitară din 1948. 

## Istoric
Începuturile Epitropiei se situează în 1734 când Dimitrie Bosie, mic boier, donează locul de la Măgura Iașilor (loc aflat astăzi pe teritoriul satului Pietrăria) pentru a fi cimitirul celor morți în epidemia de ciumă. Grigore Ghica Vodă construiește pe acest loc un schit de piatră - cunoscut mai târziu sub numele de Schitul Sihăstriei sau Schitul Tărîță, astăzi Mănăstirea Piatra Sfântă - unde organizează un lazaret pentru ciumați, Ștefan Bosie, fiul lui Dimitrie, fiind epitrop al schitului.
Jitnicerul Ștefan Bosie, obținând de la Apostol Peret casa și locul de pe ulița Hagioaiei unde astăzi se află Spitalul „Sf. Spiridon”, decide în 1752 să construiască o bolniță pe lângă mănăstirea „Sf. Spiridon” și să mute aici ospiciul de la Măgura Iașilor.
Ștefan Bosie a fost singurul epitrop și administrator al Epitropiei din 1734 până în 1752. Din acest an și până la moartea sa, în 1765, administarea ospiciului a fost asigurată de Ștefan Bosie, Vasile Roset și Anastasie Lipscanul. 
Constantin Racoviță, prin hrisovul de la 1 ianuarie 1757, reformează organizarea Epitropiei „Sfântul Spiridon”, stabilind regulile de organizare și funcționare a spitalului, luând decizia de înființare de noi spitale la Focșani și Roman și doneză Mănăstirii „Sfântul Spiridon” moșii și alte bunuri imobiliare (între care moșia domnească de la Târgu Ocna cu aproximativ 16.000 de hectare și dealul sării), proprietăți la care Scarlat Ghica adaugă alte 1.200 hectare. Pe aceste terenuri, unde mai târziu vor fi descoperite izvoare minerale, se vor construi clădiri care să permită utilizarea izvoarelor, apărând astfel stațiunea Slănic-Moldova.
În 1765 Grigore Alexandru Ghica numește, prin hrisovul din 13 iunie, șase epitropi: hatmanul Vasile Roset, vistiernicul Ion Cantacuzin și patru negustori ieșeni, Costea Avram, Constantin Panaite, Costea Papafil și George Petală.
Reforma cea mai importantă a fost realizată de Alexandru Mavrocordat care, prin hrisovul de la 1 august 1785, modifică statutul Casei Sfântul Spiridon, statul care va rămâne în vigoare până în 1864. În acest an autoritatea asupra bugetului Epitropiei, dar și al Eforiei Spitalelor Civile, a fost transferată la Camera Deputaților, Epitropia trebuind să aplice aceleași reguli de administrare ca și instituțiile publice și fiind supusă controlului Curții de Conturi.
În 1893 Legea pentru modificarea legii sanitare aduce precizări, în Capitolul XII, Despre administrațiunile centrale de spitale. A. Așezămintele eforiei spitalelor civile din București și ale casei spitalelor S‑tu Spiridon din Iași, aduce precizări privind organizarea Eforiei, a modului de administrare a proprietăților, a modalităților de administrare a spitalelor și de recrutare a medicilor, farmaciștilor, moașelor și infirmierelor.
Epitropia Casei Sfântul Spiridon a funcționat până în anul 1948, când, în urma reformei sistemului sanitar realizată de guvernul comunist, spitalele au intrat în subordinea Ministerului Sănătății, lăcașele de cult sub ascultarea mitropoliei iar terenurile agricole și pădurile în subordinea Ministerului Agriculturii.

## Patrimoniul Epitropiei
Patrimoniul Mănăstirii Sfântul Spiridon administrat de epitropie, din ale cărui fonduri era realizată finanțarea activităților de asistență sanitară, de învățământ sau a celor cu caracter social, a fost constituit în timp din diverse donații sau moșteniri (terenuri agricole, păduri, contrucții, bani) făcute de persoane private (domnitori ai Moldovei, boieri, negustori) sau de către stat. La sfîrșitul secolului al XVIII-lea Epitropia deținea moșii, păduri, tîrguri boierești, sate, loturi de pămînt răzlețe, mori, heleștee, prisăci, locuri de casă, cîrciumi, dughene, podgorii. Reforma agrară din 1921 a diminuat patrimoniul Epitropiei, unele terenuri fiind expropiate și folosite pentru împroprietărirea țăranilor. În 1914, patrimoniul funciar al Mănăstirii Sfântul Spiridon administrat de epitropie cuprindea aproximativ 64.000 ha de teren arabil și 23.000 hectare de pădure.
Epitropia a deținut:
| Spitale, ospicii și azile - Spitalul „Sfântul Spiridon” din Iași - Institutul „Grigore Ghica Vodă” (Institutul Gregorian sau Maternitatea din Iași) - Spitalul „Cantacuzino Pașcanu” (Sfânta Treime din Tătărași) din Iași - Spitalul de copii din Iași - Spitalul de Izolare din Iași - Spitalul „Precista Mare” din Roman - Spitalul „I. Mavromate” din Botoșani - Spitalul „Sfântul Spiridon” din Galați - Spitalul „Proorocul Samoil” din Focșani - Spitalul „Pulcheria Ghica” din Hârlău - Spitalul „Spătar Dimitrie Borș” din Târgu Frumos - Spitalul din Tîrgu Neamț - Spitalul „Frații Mihalache” din Băcești - Roman - Spitalul din Târgu Ocna - Spitalul din Vaslui - Farmacia din Tîrgu Neamț - Ospiciul de alienați de la Socola - Ospiciul de alienați de la Golia - Ospiciul de alienați de la mănăstirea Neamț - Ospiciul de alienați de la mănăstirea Adam - Azilul „Eufrosina Balș” din Iași - Azilul de bătrâni de la Galata - Iași | Biserici, schituri și paraclisuri - Biserica „Sfântul Spiridon” din Iași - Biserica „Sfânții Voievozi” (Moara de Vânt) din Iași - Biserica „Precista Mare” din Roman - Biserica „Proorocul Samoil” din Focșani - Biserica spitalului din Botoșani - Biserica domnească „Sfântul Gheorghe” din Herța - Biserica domnească „Cuvioasa Paraschiva” din Târgu Frumos - Biserica din Băcești - Roman - Biserica din Bodești - Neamț - Biserica de pe moșia Români - Neamț - Schitul Tărâța (Măgura Iașilor) - Schitul Măgura Ocnei - Schitul Războieni - Schitul Stavnic - Paraclisul azilului „Eufrosina Balș” - Paraclisul spitalului Pașcanu - Paraclisul spitalului din Galați - Paraclisul spitalului din Botoșani - Paraclisul spitalului din Hârlău - Paraclisul Maternității | Ferme - Ferma de la Popricani - Iași - Ferma de la Averști - Fălciu Stațiuni balneo-climaterice - Stațiunea balneo-climaterică Slănic Moldova - Stațiunea balneo-marină Budachi-Cordon Școli și orfelinate - Școala de moașe - Școala de surori infirmiere și supraveghetoare de spital - Orfelinatul și școala de la Popricani - Căminul orfanilor-ucenici de la Spitalul central |

## Vezi și
- Eforia Spitalelor Civile
- Spitalul „Sfântul Spiridon” din Iași